# Isaac Asimov
|  | «Asimov» redirigeix aquí. Vegeu-ne altres significats a «Asimov (desambiguació)». |

Isaac Iúdovitx Asimov (originalment en rus: Исаак Юдович Озимов, Issaak Iúdovitx Ozimov, tot i que actualment es transcriu al rus com a Айзек Азимов reflectint la pronunciació de la seva llengua adoptiva) i més conegut com a Isaac Asimov, va ser un prolífic escriptor i divulgador científic, nascut a Petrovitxi, districte de Xumiatxski a l'óblast de Smolensk, a la República Socialista Federada Soviètica de Rússia, el 2 de gener de 1920, i mort el 6 d'abril de 1992 a Nova York, Estats Units (EUA).
Juntament amb els seus pares (jueus ortodoxos) i la seva germana petita, Manya, va emigrar, el 1923, als Estats Units, i obtingué la nacionalitat estatunidenca el 1928, on desenvoluparia la seva trajectòria vital així com la totalitat de la seva producció literària. Autor de més de 500 texts sobre diversos temes: crítica literària, divulgació científica, psicologia, química, bioquímica, matemàtiques, història, humor o poesia així com de 90.000 cartes i postals, el camp en què fou més popular, però, fou el de la ciència-ficció. En aquest camp cal destacar les seves dues obres més conegudes, la Saga de La Fundació o Cicle de Tràntor i les seves històries sobre robots que, de fet, va acabar combinant. En el marc de les seves obres sobre robots, Asimov fou, per exemple, el creador de les tres lleis de la robòtica.
Respecte de la resta de la seva producció literària, va destacar en les obres de caràcter divulgatiu (sobretot ciència i història), si bé la quantitat de temes que va tractar és tan variada que les seves obres estan classificades en 9 de les 10 categories del sistema de classificació decimal Dewey (el sistema de classificació per matèries usat a les biblioteques per encasellar tot el coneixement humà).
Juntament amb Robert A. Heinlein i Arthur C. Clarke forma part dels tres millors autors de ciència-ficció.

## Biografia

### Naixement
Isaac Asimov va néixer a Petrovitxi, un petit poble del districte de Xumiatxski (o Shumyachsky), a l'óblast de Smolensk (amb capital del mateix nom, Smolensk), situat a 400 quilòmetres al sud-oest de Moscou i a 16 quilòmetres de la frontera amb Belarús, quan el país encara era la Unió de Repúbliques Socialistes Soviètiques (URSS) i la divisió administrativa es deia Governació de Gomel, i no óblast de Smolensk. La data exacta del seu naixement és una incògnita, ja que com ell mateix reconeixia en les seves biografies, ni el dia ni el mes eren correctes sinó una data fictícia escollida pel funcionari soviètic de torn que els va fer els papers per poder emigrar als Estats Units el 1923. Segons creia Asimov, ell havia nascut l'1 de gener de 1920, si bé, oficialment, als llibres de registre consta com a 2 de gener d'aquell mateix any. Per acabar de complicar-ho, ni el mateix Isaac Asimov estava segur d'haver nascut ni en aquell dia ni en aquell mes, sinó uns 2 o 3 mesos abans, de tal manera que ni tan sols hauria nascut el 1920, sinó cap a l'octubre o novembre del 1919.

### Emigració
A causa del clima polític (feia poc que havia triomfat la revolució soviètica, iniciada el 1917), i de la religió que practicaven els seus pares (juevoortodoxa), els Asimov van decidir emigrar als Estats Units d'Amèrica, on van arribar el 23 de febrer de 1923, a l'illa d'Ellis, lloc de rebuda d'immigrants en aquella època (ho va continuar sent fins al 1954). Els pares d'Asimov, Judah Asimov i Anne Rachel Berman (cognom de soltera), havien decidit emigrar als Estats Units, perquè el germanastre d'Anne Rachel, Joseph Berman, ho havia fet uns anys abans i veient el deteriorament evident que estava patint el seu país d'origen (i sobretot preocupat per la seva seguretat) els va convidar a unir-se a ell i la seva família a la ciutat de Nova York, el 1922. Després d'un període de reflexió, van decidir emigrar i un any més tard, el 1923, aconseguien els papers de sortida per a tota la família cap als EUA. Van instal·lar-se al barri de Brooklyn (un barri de la ciutat de Nova York) on els pares d'Asimov, després d'estalviar durant 3 anys amb tota mena de treballs, van poder pagar l'entrada d'una petita botiga de llaminadures (on el mateix Isaac Asimov va treballar ajudant sos pares pràcticament fins a l'edat d'entrar a la universitat).

### Infantesa
Quan Isaac Asimov va arribar als EUA, tenia oficialment 3 anys i els seus primers anys d'infantesa, els va passar en companyia de la seva germana Marcia Asimov (que també havia nascut a l'URSS amb el nom de Manya i que va arribar als EUA amb tota la família solament amb 8 mesos d'edat). Des de ben petit va demostrar una extraordinària capacitat d'aprenentatge i memòria (que va mantenir al llarg de la seva vida) i ben aviat va aprendre a llegir i escriure pràcticament pel seu compte gràcies al fet que com els seus pares no coneixien bé l'idioma (i per tant no l'hi podien ensenyar), demanava a altres nens més grans que l'hi ensenyessin l'alfabet i com es pronunciaven les diferents lletres i paraules; es passava el dia llegint rètols i qualsevol altre text que veiés del seu barri. Va ser tal el seu èxit que abans d'entrar a l'escola ja sabia llegir (i veient la resta dels seus companys de classe a qui tot calia repetir-ho una vegada i una altra perquè ho entenguessin, va començar a sospitar que ell era diferent), a més també va ensenyar a llegir a Marcia, la seva germana petita fins al moment.
Aquesta precocitat li va comportar una sèrie de problemes a l'escola (tant amb els seus companys com amb els professors), ja que no tenia cap problema per demostrar les seves capacitats superiors i sentir cap mena de modèstia respecte de la seva rapidesa mental. A més com que l'anaven avançant de curs contínuament, sempre era el més petit i dèbil de classe (físicament ja ho era per naturalesa), si bé és cert que no el van agredir mai físicament. Amb el temps, però, es va acostumar a les burles dels altres i a “desconnectar” per posar-se a l'alçada (mental) de les altres persones, i solament quan ell ho veia adequat o li ho demanaven, demostrava les seves capacitats en públic.
Com que no tenia habilitats socials, es va refugiar en la lectura i sempre que el treball a la botiga l'hi permetia anava a la biblioteca del barri (el seu pare l'hi va treure el carnet) a llegir i a agafar llibres. Certament a la botiga dels seus pares també hi havia revistes, però son pare mai va deixar que en llegís cap, primer perquè allò era per als clients (tampoc va poder tastar mai cap caramel) i després perquè segons ell allò era "brossa" (intel·lectualment parlant). Al principi la seva mare l'acompanyava diàriament a la biblioteca, però es va cansar de seguida i com que confiava en ell, va deixar de fer-ho. A més a més el seu pare considerava que qualsevol llibre que estigués en una biblioteca és que valia la pena de llegir i d'aquesta manera va desaparèixer el control parental de les seves lectures, cosa que va permetre que pogués conèixer els clàssics grecs i romans, els mites nòrdics, la ciència i els descobriments científics i tot allò que volgués llegir sense traves de cap tipus. Com ell mateix va dir, es va convertir en un ratolí de biblioteca.
El 1928, amb 8 anys, va aconseguir (igual que la resta de la família), la nacionalitat estatunidenca. En aquell mateix any son pare, Judah Asimov, va entrar a treballar com a secretari a la sinagoga local i va decidir portar el seu fill, Isaac, a classes d'hebreu i religió jueva que s'impartien en aquell centre. En aquelles classes Isaac va descobrir la religió i va aprendre ràpidament a llegir i escriure en hebreu i en jiddisch (ja que aquestes dues llengües comparteixen l'alfabet); a més, encara que a casa seva no parlaven hebreu ni rus, sí que ho feien en jiddisch, i així va aprendre a escriure aquesta llengua de la qual només tenia referències orals. A causa de la incompatibilitat entre la feina de secretari i la de la botiga el seu pare va deixar aviat aquesta nova feina i alhora el jove Asimov també va deixar d'assistir-hi a les classes. Aquest breu període de la seva vida va ser l'única etapa "religiosa" que mai va tenir Asimov, ja que sos pares mai van intentar inculcar (a cap dels seus fills, de fet), cap mena de sentiment religiós vers qualsevol religió (pròpia o del país que els havia acollit) i fins i tot (i igual que el seu germà Stanley), Asimov no va fer la cerimònia del Bar mitsvà. Tot el que va aprendre sobre religió, mitologia, etc., ho va aprendre dels llibres de la biblioteca.
El 1929, juntament amb la Gran depressió, va arribar l'últim dels germans d'Asimov, Stanley (concretament el 25 de juliol de 1929 i va morir el 16 d'agost de 1995). Aquest fet va provocar la desaparició total del temps de lleure del jove Isaac, ja que tota la família va haver de repartir-se les feines per poder sobreviure a aquella dramàtica situació històrica i social que es va donar als Estats Units en aquella època. Així doncs, Isaac ara no solament treballava a la botiga de caramels, sinó que cuidava el seu germà petit i alhora anava a l'escola. No va poder, doncs, participar en cap activitat extraescolar, cap club, fer cap esport, etc., i fins i tot, ja d'adult, va mantenir certes pautes de comportament adquirides a la botiga, com aixecar-se a les 5 del matí o treballar cada dia, fins i tot els cap de setmana o qualsevol altre festiu. Passar tantes hores a la botiga va tenir, però, un fet positiu per al jove Isaac: son pare davant la seva insistència va permetre, a la fi, la lectura de les revistes (més aviat fulletons, ja que eren de pitjor qualitat que una revista qualsevol en tots els aspectes) que es venien també a la botiga de caramels i que procurava tornar en perfecte estat per així poder vendre-les com si fossin noves. Això va obrir un nou horitzó cultural que va influenciar-lo (com ell mateix reconeixia) en la creació de les seves primeres obres literàries. Una influència de vegades negativa (un error de joventut, en deia ell), com el fet de considerar les dones un objecte en comptes d'un personatge rellevant (ja que en aquells fulletons, les dones sempre apareixien com éssers dèbils que calia salvar del dolent de torn), un fet que amb el temps va aconseguir corregir, però que els seus crítics sempre l'hi recorden i és una de les crítiques més habituals a la seva obra.
Al començament dels anys 30 del segle xx, als Estats Units, i justament abans de l'inici de la Segona Guerra Mundial, els fulletons van començar a desaparèixer (no ho farien del tot fins després de la guerra). Van passar de fulletons més o menys especialitzats en certs temes (terror, aventures, vaquers, etc., i la seva barreja), a còmics (hereus naturals i de més qualitat que els fulletons) i revistes, altament especialitzades en tots els temes inimaginables, fins i tot en la incipient ciència-ficció. El jove Isaac va conèixer la ciència-ficció per Amazing Stories (un fulletó aparegut a l'abril de 1926) editat per Hugo Gernsback (donaria, amb el temps, nom al conegut premi de ciència-ficció, Hugo). A principis de 1929, Gernsback va ser despatxat de la seva feina de director d'aquella primera revista, però, a l'estiu d'aquell mateix any, va fundar dues revistes que tractaven igualment sobre ciència-ficció, Science Wonder Stories i Air Wonder Stories. El fet que la paraula "Science", ‘ciència’ en català, sortís a la portada, va permetre a Asimov "enganyar" els seus pares, als qui va fer creure que la revista parlava de ciència (una cosa seriosa i útil) i possiblement (com ell mateix va escriure), aquells fulletons i revistes (que pràcticament ningú demanava i que, per tant, eren els primers que podia llegir en total llibertat i temps del món) van ser la raó que ell, quan va començar a escriure, escollís la ciència-ficció com el seu gènere literari.

### Educació i carrera
Asimov va assistir a escoles públiques de la ciutat de Nova York des dels cinc anys, incloent l'Institut de nois a Brooklyn. Graduant-se als 15 anys, va assistir al City College de Nova York durant diversos dies abans d'acceptar una beca. a la Seth Low Junior College, una branca de la Universitat de Colúmbia a Downtown Brooklyn dissenyada per absorbir part dels estudiants jueus i italoamericans que es presentaven a la Universitat de Colúmbia, després l'escola primària per a homes de la institució. Els estudiants jueus i italoamericans, fins i tot de gran calibre acadèmic, eren exclosos deliberadament a causa de la pràctica llavors popular d'imposar quotes no escrites, racistes i etnocèntriques. Matriculat originalment a zoologia, Asimov va passar a química després del primer semestre, quan va desaprovar "dissecar un gat de carreró". Després que el Seth Low Junior College es tanqués el 1938, Asimov va acabar el seu batxillerat científic a l'Extensió Universitària (més tard Universitat de Colúmbia d'Estudis Generals) el 1939.
Després de ser rebutjat dues vegades per part de les escoles de medicina, el 1939, Asimov va sol·licitar entrar al programa de graduats en química a Columbia; inicialment rebutjat i després acceptat només a prova, va completar el seu Master of Arts, i es va llicenciar en química el 1941 i va obtenir un doctorat en filosofia en química el 20 de maig de 1948. El títol de la seva dissertació era "Kinetics of the Reaction Inactivation of Tyrosinase During Its Catalysis of the Aerobic Oxidation of Catechol." (Cinètica de la reacció inactivació de la tirosinasa durant la seva catàlisi de l'oxidació aeròbica de catecol). Durant els seus estudis de química també va aprendre francès i alemany.

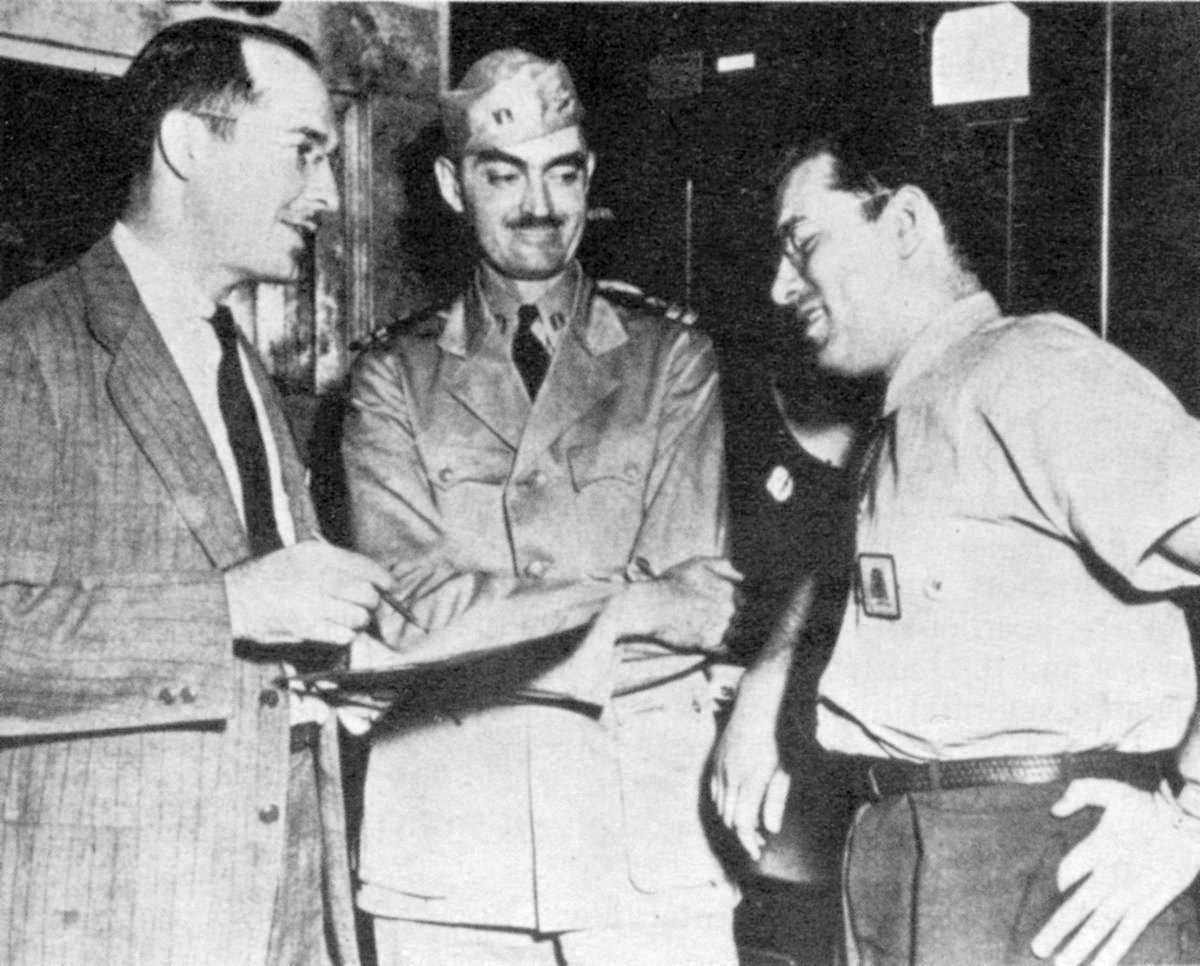
Robert A. Heinlein i L. Sprague de Camp amb Asimov (dreta), a les drassanes navals de Filadèlfia, el 1944.

Entre mig d'aquests dos graus, Asimov va passar tres anys durant la Segona Guerra Mundial treballant com a químic civil a l'Estació Experimental Naval de les drassanes navals de Filadèlfia, vivint a Walnut Hill a la secció de l'oest de Philadelphia entre 1942 i 1945. El setembre de 1945 va ser allistat a l'Exèrcit; si no s'hagués corregit la seva data de naixement mentre era a l'escola, hauria estat oficialment de 26 anys i no elegible. El 1946, un error burocràtic va fer que cessés la seva assignació militar i el van retirar de les tasques pocs dies abans d'embarcar-se per participar en les proves d'armes nuclears de l'operació Crossroads a l'atoló de Bikinini. Va servir durant gairebé nou mesos abans de ser llicenciat honorablement el 26 de juliol de 1946. Havia estat promogut a caporal l'11 de juliol.
Després de completar el seu doctorat i un any de postdoctorat, Asimov es va incorporar a la facultat de la Universitat de Boston de Medicina el 1949, impartint bioquímica amb un salari de 5.000 dòlars, el qual va mantenir com a professor associat. Al 1952, però, guanyava més diners com a escriptor que no pas a la universitat i finalment va deixar de fer investigacions, limitant el seu paper universitari a dar conferències als estudiants. El 1955 va ser ascendit a professor associat. El desembre de 1957, Asimov fou destituït del seu lloc docent, amb efectes del 30 de juny de 1958, perquè havia deixat de fer investigacions. Després d'una lluita que va durar dos anys va conservar el seu títol, va impartir la conferència inaugural cada any per a una classe de bioquímica, i el 18 d'octubre de 1979, la universitat va honrar la seva redacció promovent-lo com a professor complet de bioquímica. Els documents personals d'Asimov a partir del 1965 són arxivats a la Mugar Memorial Library de la universitat, a la qual els va fer donació a petició del comissari Howard Gotlieb.
El 1959, després d'una recomanació de Arthur Obermayer, amic d'Asimov i científic del projecte de protecció contra míssils dels Estats Units, DARPA va acudir a Asimov perquè s'unís a l'equip d'Obermayer. Asimov va rebutjar-ho al considerar que es veuria afectada la seva capacitat d'escriure lliurement si rebés informació classificada. Tot i això, va enviar un escrit a DARPA titulat "On Creativity" que conté idees sobre com els projectes científics governamentals podrien animar els membres de l'equip a pensar de manera més creativa.

### Vida personal
Asimov va conèixer la seva primera esposa, Gertrude Blugerman (1917, Toronto, Canadà), en una cita a cegues el 14 de febrer de 1942, i s'hi va casar el 26 de juliol del mateix any. La parella vivia en un apartament a l'Oest de Filadelfia mentre Asimov estava empleat a Philadelphia Navy Yard, on dos dels seus companys de treball eren L. Sprague de Camp i Robert A. Heinlein. Gertrude va tornar a Brooklyn mentre estava a l'exèrcit, i tots dos van viure allà des de juliol de 1946, abans de traslladar-se a la ciutat de Stuyvesant, a Manhattan, al juliol de 1948. Es van traslladar a Boston el 1949, després a suburbis propers Somerville al juliol de 1949, Waltham al maig de 1951, i finalment West Newton el 1956. Tingueren dos fills, David (nascut el 1951) i Robyn Joan (nascut el 1955). El 1970 es van separar i Asimov es va traslladar de nou a Nova York, aquesta vegada al Upper West Side de Manhattan, on va viure la resta de la seva vida. De seguida va començar a veure Janet O. Jeppson i s'hi va casar el 30 de novembre de 1973, dues setmanes després del divorci de Gertrude.

### Malaltia i mort
El 1977, Asimov va patir un atac cardíac. Al desembre de 1983, se li va practicar una cirurgia cardiovascular en la qual li van realitzar un triple bypass coronari. Durant una operació, se li va realitzar una transfusió de sang que va resultar estar contaminada amb el virus VIH. Quan va ser descoberta la infecció per VIH, els seus metges van insistir en no fer pública la informació, a causa del prejudici que es tenia en aquells temps contra els infectats per aquesta malaltia.
Asimov va morir a Nova York el 6 d'abril de 1992, on va ser incinerat. Li van sobreviure la seva vídua Janet i els fills del seu primer matrimoni, així com els seus germans. El seu germà Stanley va informar que la causa de mort va ser insuficiència cardíaca i renal. La família va optar per no revelar que la mort s'havia causa de la malaltia de la SIDA, ja que dos dies després de la mort es va produir una gran controvèrsia pública quan el tennista Arthur Ashe va anunciar que tenia la mateixa malaltia (també contreta en 1983 d'una transfusió sanguínia durant una cirurgia de bypass coronari) també els doctors van continuar insistint en mantenir-lo en secret.
El 2002, quan molts dels metges que van atendre Asimov havien mort, Janet i Robyn Asimov van acordar revelar que la mort d'Isaac Asimov va ser deguda al SIDA. Janet Asimov va fer pública la informació prèviament a la publicació de l'autobiografia pòstuma d'Asimov It's Been a Good Life (2002), que la mateixa Janet havia editat i en la qual ella mateixa revelava les circumstàncies del contagi i de la seva mort.

## Posició intel·lectual
Isaac Asimov va ser un humanista i un racionalista. No s'oposava a les conviccions religioses genuïnes de la gent, però s'enfrontà a les supersticions i a les creences infundades. Va pertànyer durant un temps a la societat Mensa International, els membres de la qual considerava "intel·lectualment combatius"; va col·laborar amb l'associació (i rebent la presidència honorifica) de l'Associació Humanista Estatunidenca (AHA), una organització d'ideologia atea. Patia una por a volar tal, que només va viatjar en avió dues vegades en tota la seva vida. També patia claustrofília, és a dir, li agradaven els espais petits i tancats.
Asimov era un progressista en temes polítics, i un seguidor incondicional del Partit Demòcrata dels Estats Units. En una entrevista televisiva a principis dels setanta va donar suport públicament a George McGovern. Es va sentir molt desil·lusionat quan va veure les tàctiques, que ell considerava irracionals, dels activistes progressistes des de finals dels anys seixanta en endavant. La seva defensa de les aplicacions civils de l'energia nuclear, sobretot després de l'accident nuclear de Three Mile Island, va malmetre les seves relacions amb l'esquerra. Va publicar molt sobre control de la natalitat, reflectint la perspectiva articulada per Paul R. Ehrlich.
En els últims anys de la seva vida, Asimov va condemnar el deteriorament de la qualitat de vida que notava en la ciutat de Nova York en reduir-se les inversions per la fugida de la classe mitjana als suburbis. El seu últim llibre no va ser de ficció, Our Angry Earth, escrit conjuntament amb l'autor de ciència-ficció Frederik Pohl, tracta d'aspectes mediambientals com l'escalfament global i la destrucció de la capa d'ozó.

## Honors
La saga de La Fundació o Cicle de Tràntor va ser reconeguda l'any 1966 amb el premi Hugo dins l'apartat de "la millor saga de ciència-ficció de tots els temps". En honor d'Asimov es va donar nom a l'asteroide (5020) Asimov, així com un cràter del planeta Mart tambe va rebre el seu nom, l'Asimov (cràter marcià). Va rebre 14 doctorats honoris causa per múltiples universitats d'arreu i va ser inclòs al Hall of Fame of Fantasy & Science Fiction el 1997.

## Premis
En l'ordre cronològic de concessió del premi:
- Premi Thomas Alva Edison el 1957 pel llibre Building blocks of the Universe.
- Premi Howard W. Blackeslee de l'American Heart Association del 1960 per la seva obra El riu vivent (The living river).
- Premi Hugo especial el 1963 per afegir ciència a la ciència-ficció en els seus assaigs a la revista The Magazine of Fantasy & Science Fiction.
- Premi James T. Grady de la Societat Química Americana del 1965 per l'obra Introducció a la ciència.
- Premi Hugo a la millor sèrie de ciència-ficció de tots els temps del 1966 per la seva saga de La Fundació.
- Premi de la Westinghouse Science Writing el 1967.
- Premi Hugo i Premi Nebula del 1973 per la seva novel·la Fins i tot els déus (The God themselves).
- Premi Hugo i Premi Nebula del 1977 per al millor relat L'home bicentenari (The Bicentennial Man).
- Premi Hugo a la millor novel·la de 1983 per Els límits de la Fundació (Foundation's edge).
- Premi Grand Master Nebula (a partir de 2002 anomenat Damon Knight Grand Master Award) especial el 1987.
- Premi Hugo a la millor novel·la curta el 1992 per Or (Gold).
- Premi Hugo de no-ficció de 1995 a l'obra Asimov Memòries (I, Asimov, a memoir).

## Cinema i televisió
Algunes obres d'Isaac Asimov han estat la font de diverses pel·lícules.
La fi de l'eternitat va tenir una versió cinematogràfica soviètica (Konets vechnosti, 1987).
El guionista i cineasta nord-americà Paul Mayersberg va fer l'adaptació per a televisió, Nightfall (1988), basant-se en un relat d'Asimov en el qual s'explica la història d'un planeta en el qual no coneixen la nit en tenir tres sols.
Chris Columbus va dirigir una adaptació cinematogràfica de la novel·la L'home bicentenari, protagonitzada per Robin Williams, amb el mateix títol, L'home bicentenari (1999).
Jo, robot (2004), dirigida per Alex Proyas i protagonitzada per Will Smith, està parcialment basada en l'obra homònima d'Asimov. Així, encara que s'atribueix la història a les Sèries dels robots del mateix nom, Jo, robot, en realitat està basada en un guió de Jeff Vintar, titulat Hardwired. Algunes idees d'Asimov sobre els robots (la més important, les tres lleis de la robòtica) van ser afegides al guió de Vintar després que els productors adquirissin els drets sobre el títol del llibre. La pel·lícula té també alguna semblança amb un conte de ciència-ficció de 1939 (pre-Asimov), I, robot, de Eando Blinder, que tracta d'un robot humanoide "intel·ligent", el qual és culpat de la mort del seu creador.
Asimov també va col·laborar a Star Trek com a assessor científic. Durant els anys 70 i 80 va participar activament a les convencions organitzades pels fans de la sèrie de televisió Star Trek. «Star Trek és el programa de ciència-ficció més intel·ligent que es fa per televisió», va declarar Asimov en una convenció.
L'abril de 2018 es va conèixer la notícia que Apple preparava una adaptació per a la televisió de la Saga de la Fundació. La sèrie televisiva escrita i produïda per David S. Goyer i Josh Friedman s'estrenà el 24 de setembre de 2021.

## Obres
(Per ordre cronològic de la publicació de l'original)

### Obres de ficció: novel·les
- 1950.Pebble in the sky, Doubleday ed. En català: Un còdol al cel.
- 1951.The Stars, like dust, Doubleday ed. En català: A la sorra estel·lar.
- 1951.Foundation, Doubleday ed. En català: La Fundació.
- 1952.David Starr:Space Ranger, Doubleday ed.
- 1952.Foundation and Empire, Doubleday ed. En català: Fundació i Imperi.
- 1952.The currents of the space, Doubleday ed.
- 1953.Second Foundation, Doubleday ed. En català: Segona Fundació.
- 1953.Lucky Starr and the pirates of the asteroids, Doubleday ed.
- 1954.The caves of steel, Doubleday ed.
- 1954.Lucky Starr and the oceans of Venus, Doubleday ed.
- 1955.The End of Eternity, Doubleday ed. En català: La fí de l'eternitat.
- 1956.Lucky Starr and the big sun of Mercury, Doubleday ed.
- 1957.The naked sun, Doubleday ed.
- 1957.Lucky Starr and the moons of Jupiter, Doubleday ed.
- 1958.Lucky Starr and the rings of Saturn, Doubleday ed.
- 1966.Fanstastic Voyage, Houghton Miffin ed.
- 1972.The Gods Themselves, Doubleday ed. En català: Fins i tot els déus.
- 1982.Foundation's Edge, Doubleday ed. En català Els límits de la Fundació.
- 1983.Norby the mixed-up Robot, escrita conjuntament amb Janet Asimov, Walker ed.
- 1983.The robots of dawn, Doubleday ed.
- 1984.Norby's another secret, escrita conjuntament amb Janet Asimov, Walker ed.
- 1985.Norby and the lost pincess, escrita conjuntament amb Janet Asimov, Walker ed.
- 1985.Robots and Empire, Doubleday ed.
- 1985.Norby and the invaders, escrita conjuntament amb Janet Asimov, Walker ed.
- 1986.Foundation anr Earth, Doubleday ed.
- 1986.Norby and the Queen's necklale, escrita conjuntament amb Janet Asimov, Walker ed.
- 1987.Norby finds a villain, escrita conjuntament amb Janet Asimov, Walker ed.
- 1987.Fanstastic Voyage II: destination brain, Doubleday ed.
- 1988.Prelude to Foundation, Doubleday ed.
- 1988: Norby down to Earth, escrita conjuntament amb Janet Asimov, Walker ed.
- 1989:Nemesis, Doubleday ed.
- 1989:Norby and Yobo's great adventure, escrita conjuntament amb Janet Asimov, Walker ed.
- 1990:Norby and the oldest dragon, escrita conjuntament amb Janet Asimov, Walker ed.
- 1990:Nightfall, escrita conjuntament amb Robert Silverberg, Doubleday ed.
- 1991:Norby and the Court Jester, escrita conjuntament amb Janet Asimov, Walker ed.
- 1992The ugly little boy, escrita conjuntament amb Robert Silverberg, Doubleday ed.
- 1993:Forward the Foundation, Doubleday ed.
- 1993:The positronic man, escrita conjuntament amb Robert Silverberg, Doubleday ed.
- 1995:I, robot: The illustrated screenplay, escrita conjuntament amb Harlan Ellison, Doubleday ed.

### Obres de ficció: novel·les de misteri
- 1958:A death dealers o altrament coneguda com A whiff of dead, Avon ed.
- 1976:Murder at the ABA, Doubleday ed.

### Obres de ficció: col·leccions de relats curts de ciència-ficció
- 1950:I, Robot, Doubleday ed. Aquí apareixen per primer cop les tres lleis de la Robòtica. En català: Jo, Robot.
- 1955:The Martian way and other stories, Doubleday ed.
- 1957:Earth is room enough, Doubleday ed. o Earth is room enough: Science fiction tales of our own planet
- 1959:Nine tomorrows, Doubleday ed.
- 1964:The rest of the robots, Doubleday ed.
- 1967:Trought the glass, New English Library ed. Antologia editada únicament a Gran Bretanya.
- 1968:Asimov's Mysteries, Doubleday ed.
- 1969:Nightfall and other stories, Doubleday ed.
- 1971:The best new thing, World Publishing ed.
- 1972:The early Asimov, Doubleday ed.
- 1973:The best of Isaac Asimov, Sphere ed.
- 1974:You seen these?, NESRAA ed.
- 1975:Buy Jupiter and other stories, Doubleday ed.
- 1975:The heavenly host Walker ed.
- 1976:The Dream, Benjamin's dream i Benjamin's bicentennial blast són tres obres editades de forma privada. És a dir, són obres que l'autor regala, no són obres per vendre, amb fins comercials.
- 1976:Good taste, Apocalypse ed.
- 1976:The Bicentennial Man and Other Stories, Doubleday ed.
- 1981:Three by Asimov, Tart ed.
- 1982:The complet robot, Doubleday ed.
- 1983:The winds of change and other stories, Doubleday ed.
- 1985:The edge of tomorrow, Tor ed.
- 1985:It's such a beatiful day, Creative Education ed.
- 1986:The alternate Asimovs, Doubleday ed.
- 1986:Science Fiction by Isaac Asimov, Davis ed.
- 1986:The best science fiction of Isaac Asimov, Doubleday ed.
- 1986:Robot dreams, Byron Preiss ed.
- 1987:Other worlds of Isaac Asimov, Avenel ed.
- 1989:All the troubles of the world, Creative Education ed.
- 1989:Franchise, Creative Education ed.
- 1989:Robbie, Creative Education ed.
- 1989:Sally, Creative Education ed.
- 1989:The Asimov Chronicles, Dark Harvest ed. Edició a cura de Martin H. Greenberg.
- 1990:Robot visions, Byron Preiss ed.
- 1990:The complete stories, vol 1, Nightfall ed.
- 1991:Cal, Nightfall ed. Relat no posat a la venda, únicament disponible per als subscriptors d'Isaac Asimov Collection i per tant

1992:The complete stories, vol 2, Nightfall ed.
- 1995:Gold, HarperPrism ed.
- 1996:Magic, HarperPrism ed. En aquesta edició, l'editorial va barrejar històries de fantasia i ciència-ficció.

### Obres de ficció: col·leccions de relats curts de fantasia
- 1988:Azazel, Doubleday ed.
- 1996:Magic: The final fantasy collection, PB ed. Els 10 primers relats són una recopilació del llibre Azazel.

### Obres de ficció: col·leccions de relats curts de misteri
- 1974:Tales of the black widowers, Doubleday ed.
- 1976:More tales of the black widowers, Doubleday ed.
- 1997:The key word and other Mysteries, Walker ed.
- 1980:Casebook of black widowers, Doubleday ed.
- 1983:The Union Club Mysteries, Doubleday ed.
- 1984:Banquets of the black widowers, Doubleday ed.
- 1985:The disappearing man and other stories, Walker ed. És la continuació de La palabra clave y otros misterios.
- 1986:The best mysteries of Isaac Asimov, Doubleday ed.
- 1990:The puzzles of the black widowers, Doubleday ed.

### Antologies
(Editades per Isaac Asimov)
- 1962:The Hugo winners, Doubleday ed.

(Respecte de les properes antologies, Isaac Asimov únicament aporta una breu introducció al començament de cada relat).
- 1963:Fifty short science fiction tales, Collier ed., amb Groff Conklin.
- 1966:Tomorrow's children, Doubleday ed.
- 1971:Where do we go from here?, Doubleday ed.
- 1971:The Hugo winners, volume II, Doubleday ed.
- 1973:Nebula Award stories eight, Harper ed.
- 1974:Before the Golden Age, Doubleday ed.
- 1977:The Hugo winners III, Doubleday ed.
- 1978:One hundred great science fiction short-short stories Doubleday ed., amb Martin H. Greenberg i Joseph D. Olander.
- 1979:Isaac Asimov presents the great SF stories, 1: 1939 Donald Allan Wollheim Books ed. (A partir d'ara DAW ed.), amb Martin H. Greenberg.
- 1979:Isaac Asimov presents the great SF stories, 2: 1940 DAW Books ed., amb Martin H. Greenberg.
- 1979:The science fictional Solar System Harper & Row ed., amb Martin H. Greenberg i Charles G. Waugh.
- 1979:The thirteen crimes of science fiction Doubleday ed., amb Martin H. Greenberg i Charles G. Waugh.
- 1980:The Future in question Fawcett ed., amb Martin H. Greenberg i Joseph D. Olander.
- 1980:Isaac Asimov presents the great SF stories, 3: 1941 DAW Books ed., amb Martin H. Greenberg.
- 1980:Who dun it?, Houghcon Mifflin ed., amb Alice Laurance.
- 1980:Space mail, Fawcezt ed., amb Martin H. Greenberg i Joseph D. Olander.
- 1980:Microscopic tales, Taplinger ed., amb Martin H. Greenberg i Joseph D. Olander.
- 1980:Isaac Asimov presents the great SF stories, 4: 1942 DAW Books ed., amb Martin H. Greenberg.
- 1980:The seven deadly sins of science fiction, Fawcett ed., amb Martin H. Greenberg i Charles G. Waugh.
- 1980:The Future I Fawcett ed., amb Martin H. Greenberg i Joseph D. Olander.
- 1981:Isaac Asimov presents the great SF stories, 5: 1943 DAW Books ed., amb Martin H. Greenberg.
- 1981:Catastrophes Fawcett ed., amb Martin H. Greenberg i Charles G. Waugh.
- 1981:Isaac Asimov presents the best of SF of the 19th Century Beaufort ed., amb Martin H. Greenberg i Charles G. Waugh.
- 1981:The seven cardinals virtues of Science Fiction, Fawcett ed., amb Martin H. Greenberg i Charles G. Waugh.
- 1981:Fantastic creatures, Franklin Watts ed., amb Martin H. Greenberg i Charles G. Waugh.
- 1981:Raintree reading series I, Raintree ed., amb Martin H. Greenberg i Charles G. Waugh.
- 1981:Miniature Mysteries, Taplinger ed., amb Martin H. Greenberg i Charles G. Waugh.
- 1981:The twelve crimes of Christmas, Avon ed., amb Carol-Lynn Rössel i Martin H. Greenberg.
- 1981:Isaac Asimov presents the great SF stories, 6: 1944 DAW Books ed., amb Martin H. Greenberg.
- 1981:Space mail II, Fawcett ed., amb Martin H. Greenberg i Charles G. Waugh.
- 1982:Tantalizing loocked room Mysteries, Walker ed., amb Martin H. Greenberg i Charles G. Waugh.
- 1982:TV:2000, Fawcett ed., amb Martin H. Greenberg i Charles G. Waugh.
- 1982:Laughing Space, Houghton Mifflin ed., amb J. O. Jeppson.
- 1982:Speculations, Houghton Mifflin ed., amb Alice Laurance.
- 1982:Flying saucers, Fawcett ed., amb Martin H. Greenberg i Charles G. Waugh.
- 1982:Raintree reading series II, Raintree ed., amb Martin H. Greenberg i Charles G. Waugh.
- 1982:Dragon Tales, Fawcett ed., amb Martin H. Greenberg i Charles G. Waugh.
- 1982:Big Apple Mysteries, Avon ed., amb Carol-Lynn Rössel Waugh i Martin H. Greenberg.
- 1982:Isaac Asimov presents the great SF stories, 7: 1945 DAW Books ed., amb Martin H. Greenberg.
- 1982:The last man on earth, Fawcett ed., amb Martin H. Greenberg i Charles G. Waugh.
- 1982:Science Fiction A to Z, Houghton Mifflin ed., amb Martin H. Greenberg i Charles G. Waugh.
- 1982:Isaac Asimov presents the Best Fantasy of the 19th Century, Beaufort ed., amb Martin H. Greenberg i Charles G. Waugh.
- 1982:Isaac Asimov presents the great SF stories, 8: 1946, DAW Books ed., amb Martin H. Greenberg.
- 1983:Isaac Asimov presents the great SF stories, 9: 1947, DAW Books ed., amb Martin H. Greenberg.
- 1983:Show business is murder, Avon ed., amb Carol-Lynn Rössel Waugh i Martin H. Greenberg.
- 1983:Hallucination Orbit, Farrar, Straus & Giroux ed.
- 1983:Caught in the organ draft, Farrar, Straus & Giroux ed.
- 1983:The science fiction weight-loss book, Crown ed., amb George R. R. Martin i Martin H. Greenberg.
- 1983:Isaac Asimov presents the best horror and supernatural stories of the 19th Century, Beaufort ed., amb Charles G. Waugh i Martin H. Greenberg.
- 1983:Starships, Fawcett ed., amb Martin H. Greenberg i Charles G. Waugh.
- 1983:Isaac Asimov presents the great SF stories, 10: 1948, DAW Books ed., amb Martin H. Greenberg.
- 1983:The thirteen horrors of Halloween, Avon ed., amb Carol-Lynn Rössel Waugh i Martin H. Greenberg.
- 1983:Creations, Crown ed., amb George Zebrowski i Martin H. Greenberg.
- 1983:Wizards, New American Library ed. (A partir d'ara NAL ed.), amb Martin H. Greenberg i Charles G. Waugh.
- 1983:Those amazing electronic machines, Franklin Watts ed., amb Martin H. Greenberg i Charles G. Waugh.
- 1983:Computer crimes and capers, Academy Chicago ed., Martin H. Greenberg i Charles G. Waugh.
- 1983:Intergalactic Empires, NAL ed., amb Martin H. Greenberg i Charles G. Waugh.
- 1983:Machines that think, Holt, Rinehart & Winston ed., amb Patricia S. Warrick i Manin H. Greenberg.
- 1984:100 great fantasy short stories Doubleday ed., amb Terry Carr i Martin H. Greenberg.
- 1984:Raintree reading series III Raintree ed., amb Martin H. Greenberg i Charles G. Waugh.
- 1984:Isaac Asimov presents the great SF stories, 11: 1949, DAW Books ed., amb Martin H. Greenberg.
- 1984:Witches, NAL ed., amb Martin H. Greenberg i Charles G. Waugh.
- 1984:Murder on the menu, Avon ed., amb Carol-Lynn Rössel Waugh i Martin H. Greenberg.
- 1984:Young mutants, Harper & Row ed., amb Martin H. Greenberg i Charles G. Waugh.
- 1984:Isaac Asimov presents the best science fiction firsts, Beaufort ed., amb Martin H. Greenberg i Charles G. Waugh.
- 1984:The science fictional Olympics NAL ed., amb Martin H. Greenberg i Charles G. Waugh.
- 1984:Fantastic reading,Scott ed. & Foresman ed., amb Martin H. Greenberg i Charles G. Waugh.
- 1984:Election Day:2084, Ptometheus ed., amb Martin H. Greenberg.
- 1984:Isaac Asimov presents the great SF stories, 12: 1950, DAW Books ed., amb Martin H. Greenberg.
- 1984:Young Extraterrestrials, Harper & Row ed., amb Martin H. Greenberg i Charles G. Waugh.
- 1984:Sherlock Holmes trough time and space, Blue Jay ed., amb Martin H. Greenberg i Charles G. Waugh.
- 1984:Supermen, NAL ed., amb Martin H. Greenberg.
- 1984:Thirteen short Fantasy novels, Crown ed., amb Martin H. Greenberg i Charles G. Waugh.
- 1984:Cosmic Knights, NAL ed., amb Martin H. Greenberg i Charles G. Waugh.
- 1984:The Hugo winners, Volume IV, Doubleday ed.
- 1984:The young monsters, Harper & Row ed., amb Martin H. Greenberg i Charles G. Waugh.
- 1985:Spells, NAL ed., amb Martin H. Greenberg i Charles G. Waugh.
- 1985:Great science fiction stories by the world's great scientits, Donald Fine ed., amb Martin H. Greenberg i Charles G. Waugh.
- 1985:Isaac Asimov presents the great SF stories, 13:1951 DAW books ed., amb Martin H. Greenberg.
- 1985:Amazing stories anthology, TSR, Inc., amb Martin H. Greenberg.
- 1985:Young Ghosts, Harper & Row ed., amb Martin H. Greenberg i Charles G. Waugh.
- 1985:Thirteen short science fiction novels, Crown ed., amb Martin H. Greenberg i Charles G. Waugh.
- 1985:Giants, NAL ed., amb Martin H. Greenberg i Charles G. Waugh.
- 1985:Isaac Asimov presents the great SF stories, 14:1952 DAW books ed., amb Martin H. Greenberg.
- 1986:Comets, NAL ed., amb Martin H. Greenberg i Charles G. Waugh.
- 1986:Young star travellers, Harper & Row ed., amb Martin H. Greenberg i Charles G. Waugh.
- 1986:The Hugo winners, Volume V, Doubleday ed.
- 1986:Mythical beasties, NAL ed., amb Martin H. Greenberg i Charles G. Waugh.
- 1986:Tin stars, NAL ed., amb Martin H. Greenberg i Charles G. Waugh.
- 1986:Magical Wishes, NAL ed., amb Martin H. Greenberg i Charles G. Waugh.
- 1986:Isaac Asimov presents the great SF stories, 15:1953 DAW books ed., amb Martin H. Greenberg.
- 1986:The twelve frights of Christmas Avon ed., amb Martin H. Greenberg.
- 1987:Isaac Asimov presents the great SF stories, 16:1954 DAW books ed., amb Martin H. Greenberg.
- 1987:Young Witches and Warlocks Harper & Raw ed., amb Martin H. Greenberg i Charles G. Waugh.
- 1987:Devils, NAL ed., amb Martin H. Greenberg i Charles G. Waugh.
- 1987:Hound Dunnit, Carroll & Graf, amb Martin H. Greenberg i Carol-Lynn Rössel Waugh.
- 1987:Space Shuttles, NAL ed., amb Martin H. Greenberg i Charles G. Waugh.
- 1988:Atlantis, NAL ed., amb Martin H. Greenberg i Charles G. Waugh.
- 1988:Isaac Asimov presents the great SF stories, 17:1955 DAW books ed., amb Martin H. Greenberg.
- 1988:Encounters, Headline ed., amb Martin H. Greenberg i Charles G. Waugh.
- 1988:Isaac Asimov presents the best crime stories of the 19th Century, Dembner ed.
- 1988:The mammoth book of Classic Science Fiction, Carrol & Graf ed., amb Martin H. Greenberg i Charles G. Waugh.
- 1988:Monsters, NAL ed., amb Martin H. Greenberg i Charles G. Waugh.
- 1988:Isaac Asimov presents the great SF stories, 18:1956 DAW books ed., amb Martin H. Greenberg.
- 1988:Ghosts, NAL ed., amb Martin H. Greenberg i Charles G. Waugh.
- 1988:The sport of crime, Lynx ed., amb Martin H. Greenberg i Carol-Lynn Rössel Waugh.
- 1989:Isaac Asimov presents the great SF stories, 19:1957 DAW books ed., amb Martin H. Greenberg.
- 1989:Tales of the Occult, Prometheus ed., amb Martin H. Greenberg i Charles G. Waugh.
- 1989:Purr-fect crime, Lynx ed., amb Martin H. Greenberg i Carol-Lynn Rössel Waugh.
- 1989:Robots, NAL ed., amb Martin H. Greenberg i Charles G. Waugh.
- 1989:Visions of Fantasy, Doubleday ed., amb Martin H. Greenberg.
- 1989:Curses, NAL ed., amb Martin H. Greenberg i Charles G. Waugh.
- 1989:The new Hugo winners, Wynwood ed., amb Martin H. Greenberg.
- 1989:Senior Sleuths, G.K.Hall ed., amb Martin H. Greenberg i Carol-Lynn Rössel Waugh.
- 1989:The mammoth book of Golden science fiction, Carroll & Graf ed.,amb Martin H. Greenberg i Charles G. Waugh.
- 1990:Cosmic critiques, Writers digest ed., amb Martin H. Greenberg.
- 1990:Isaac Asimov presents the great SF stories, 20:1958 DAW books ed., amb Martin H. Greenberg.
- 1990:Isaac Asimov presents the great SF stories, 21:1959 DAW books ed., amb Martin H. Greenberg.
- 1990:Robot from Asimov's, Davis Publications ed.,
- 1990:Invasions, Roc/Penguin books ed., amb Martin H. Greenberg i Charles G. Waugh.
- 1990:The mammoth book of Vintage science fiction: Short novels of the 1950's, Carroll & Graf ed.,amb Martin H. Greenberg i Charles G. Waugh.
- 1991:Isaac Asimov presents the great SF stories, 22:1960 DAW books ed., amb Martin H. Greenberg.
- 1991:Isaac Asimov presents the great SF stories, 23:1961 DAW books ed., amb Martin H. Greenberg.
- 1991:Faeries, Roc/Penguin books ed., amb Martin H. Greenberg i Charles G. Waugh.
- 1991:The mammoth book of New World science fiction: Short novels of the 1960's, Carroll & Graf ed.,amb Martin H. Greenberg i Charles G. Waugh.
- 1992:Isaac Asimov presents the great SF stories, 24:1962 DAW books ed., amb Martin H. Greenberg.
- 1992:The new Hugo Winners, vol II, Baen Books ed.
- 1992:Isaac Asimov presents the great SF stories, 25:1963 DAW books ed., amb Martin H. Greenberg.
- 1992:The mammoth book of New World science fiction: Short novels of the 1970's, Carroll & Graf ed.,amb Martin H. Greenberg i Charles G. Waugh.
- 1993:The mammoth book of New World science fiction: Short novels of the 1980's, Carroll & Graf ed.,amb Martin H. Greenberg i Charles G. Waugh.

### Obres de no-ficció: obres sobre ciència en general
- 1959:Words of science, Houghton Mifflin ed.,
- 1960:Breakthroughs in science, Houghton Mifflin ed.
- 1960:The intelligent man's guide to science, Basic Books ed.
- 1964:Asimov's Biographical Encyclopedia of Science and Technology, Doubleday ed.
- 1965:The new intelligent man's guide to science, Basic Books ed.
- 1969:Twenty Century Discovery, Doubleday ed.
- 1969:Great ideas of the science, Houghton Mifflin ed.
- 1972:Asimov's Biographical Encyclopedia of Science and Technology, Doubleday ed. Edició revisada.
- 1972:Asimov's guide to the science, Basic Books ed.
- 1972:More words of science, Houghton Mifflin ed.
- 1972:Gimm science Program - Intermediate level A, Gimm ed.
- 1972:Gimm science Program - Intermediate level B, Gimm ed.
- 1972:Gimm science Program - Intermediate level C, Gimm ed.
- 1973:Gimm science Program - Advanced level A, Gimm ed.
- 1973:Gimm science Program - Advanced level B, Gimm ed.
- 1973:Please explain, Houghton Mifflin ed.
- 1979:A choice of catastrophes, Simon & schuster ed.
- 1982:Exploring the Earth and the Cosmos, Crown ed.,
- 1972:Asimov's Biographical Encyclopedia of Science and Technology, Doubleday ed. 2a edició revisada.
- 1983:The mesure of the Universe, Harper & Row ed.
- 1984:Asimov's new guide to the science, Basic Books ed.
- 1987:Beginnings, Walker ed.
- 1989:Asimov's chronology of science and discovery, Harper & Row ed.
- 1991:Why do we have differents seasons, Gareth Stevens ed.
- 1991:Our angry Earth, TOR ed., amb Frederick Pohl.
- 1991:Why are whales vanishing?, Gareth Stevens ed.
- 1991:Is our planet warming up?, Gareth Stevens ed.
- 1991:Why is the air dirty, Gareth Stevens ed.
- 1991:Where does garbage go?, Gareth Stevens ed.
- 1991:What causes acid rain?, Gareth Stevens ed.
- 1992:Why are some beaches oily?, Gareth Stevens ed.
- 1992:Why are animals endangered?, Gareth Stevens ed.
- 1992:what's happening to the ozone layer?, Gareth Stevens ed.
- 1992:Why are the rain forests vanishing?, Gareth Stevens ed.
- 1992:Why does litter cause problems?, Gareth Stevens ed.

### Obres de no-ficció: matemàtiques
- 1959:Realm of Numbers, Houghton Mifflin ed.
- 1960:Realm of Measure, Houghton Mifflin ed.
- 1961:Realm of Algebra, Houghton Mifflin ed.
- 1964:Quik and easy math, Houghton Mifflin ed.
- 1965:An easy introduction to the slide Rule, Houghton Mifflin ed.
- 1973:How did we find out about numbers, Walker ed.
- 1977:Asimov on numbers, Doubleday ed.
- 1989:The History of Matemathics, Carolina biological supplies ed.

### Obres de no-ficció: astronomia
- 1959:The clock we live on, Abelard-Schuman ed.
- 1960:The kingdom on the sun, Abelard-Schuman ed.
- 1960:Satellites in outer space, Random House ed.
- 1960:The double planet, Abelard-Schuman ed.
- 1964:Planets for man, Random House ed.
- 1966:The Universe, Walker ed.
- 1967:The Moon, Follett ed.
- 1967:Environments out there, Scholastic ed., i per Abelard-Schuman ed.
- 1967:To the Ends of the Universe, Walker ed.
- 1967:Mars, Follett ed.
- 1968:Stars, Follett ed.
- 1968:Galaxies, Follett ed.
- 1969:ABC's on space, Walker ed.
- 1971:What makes the sun shine?, Little ed., i per Brown ed.
- 1973:Comets and Meteors, Follett ed.
- 1973:Sun, Follett ed.
- 1973:Jupiter the largest planet, Lothrop ed., i per Lee & Shepard.
- 1974:Our world in the space, New York Graphic ed.
- 1975:The Solar System, Follett ed.
- 1975:How did we find out about comets?, Walker ed.
- 1975:Eyes on the Universe, Houghton Mifflin ed.
- 1976:Alpha Centaury, the nearest star, Lothrop ed., i per Lee & Shepard.
- 1977:The collapsing universe, Walker ed.
- 1977:How did we find out about outer space?, Walker ed.
- 1977:Mars, the red planet, Lothrop ed., i per Lee & Shepard.
- 1978:How did we find out about black holes?, Walker ed.
- 1979:Saturn & beyond, Lothrop ed., i per Lee & Shepard.
- 1979:Extraterrestrial Civilizations, Crown ed.
- 1981:Venus: near neighbor of the sun, Lothrop ed., i per Lee & Shepard.
- 1981:Visions of the universe, Cosmos Store ed.
- 1982:How did we find out about the universe?, Walker ed.
- 1985:Asmov's guide to Halley comet, Walker ed.
- 1985:The exploding suns, Dutton ed.
- 1987:How did we find out about sunshine, Walker ed.
- 1987:Did comets kill the dinosaurs?, Gareth Stevens ed.
- 1988:Asteroids, Gareth Stevens ed.
- 1988:Earth's moon, Gareth Stevens ed.
- 1988:Mars: Our mysterious neighbor, Gareth Stevens ed.
- 1988:Our milky way and other galaxies, Gareth Stevens ed.
- 1988:Quasars, Pulsars and Black Holes, Gareth Stevens ed.
- 1988:Rockets, Probes and satellites, Gareth Stevens ed.
- 1988:Our Solar System, Gareth Stevens ed.
- 1988:The Sun, Gareth Stevens ed.
- 1988:Uranus: the sideways Planet, Gareth Stevens ed.
- 1988:Saturn: the ringed beauty, Gareth Stevens ed.
- 1988:How was the Universe born?, Gareth Stevens ed.
- 1988:Earth: Our home base, Gareth Stevens ed.
- 1988:Ancient Astronomy, Gareth Stevens ed.
- 1988:Unidentified Flying Objects, Gareth Stevens ed.
- 1988:The space spotter's guide, Gareth Stevens ed.
- 1989:Is there life on other's planets, Gareth Stevens ed.
- 1989:Science Fiction, science fact, Gareth Stevens ed.
- 1989:Mercury: the Quick planet, Gareth Stevens ed.
- 1989:Space garbage, Gareth Stevens ed.
- 1989:Jupiter: the spotted giant, Gareth Stevens ed.
- 1989:The birth and death of stars, Gareth Stevens ed.
- 1989:Think about space, Walker ed., amb Frank White.
- 1989:Mythology and universe, Gareth Stevens ed.
- 1989:Colonizing the planets and stars, Gareth Stevens ed.
- 1989:Astronomy today, Gareth Stevens ed.
- 1989:Pluto a double planet, Gareth Stevens ed.
- 1989:Piloted space flights, Gareth Stevens ed.
- 1989:Comets and meteors, Gareth Stevens ed.
- 1990:Neptune:The farthest giant, Gareth Stevens ed.
- 1990:Venus: A shrouded mysteri, Gareth Stevens ed.
- 1990:The world's space programs, Gareth Stevens ed.
- 1990:How did we find out about Neptune, Walker ed.
- 1991:How did we find out about Pluto, Walker ed.
- 1991:what is shooting stars, Gareth Stevens ed.
- 1991:Why do stars twinkle, Gareth Stevens ed.
- 1991:Why does the moon change shape, Gareth Stevens ed.
- 1991:What is an eclipse, Gareth stevens ed.
- 1991:Isaac Asimov's guide to Earth and space, Nightfall ed.
- 1993:The future in space, Gareth Stevens ed.

### Obres de no-ficció: ciències de la Terra
- 1962:Words on the tap, Houghton Mifflin ed.
- 1970:ABC's of the ocean, Walker ed.
- 1971:ABC's of the Earth, Walker ed.
- 1973:How did we find out the Earth is round?, Walker ed.
- 1975:The ends of the Earth, Weybright & Talley ed.
- 1978:How did we find out about earthquakes, Walker ed.
- 1979:How did we find out about Antarctica?, Walker ed.
- 1980:How did we find out about Oil?, Walker ed.
- 1980:How did we find out about Coal?, Walker ed.
- 1981:How did we find out about Volcanoes?, Walker ed.
- 1985:How did we find out about Atmosphere?, Walker ed.

### Obres de no-ficció: química i bioquímica
- 1952:Bichemistry and human metabolism, Williams & Wilkins ed.
- 1954:The chemicals of life, Abelard-Schuman ed.
- 1956:Chemistry and human, Health ed., i McGraw-Hill ed.
- 1957:Building blocks of the Universe, Abelard-Schuman ed.
- 1958:The world of Carbon, Abelard-Schuman ed.
- 1958:The world of Nitrogen, Abelard-Schuman ed.
- 1962:Life and energy, Doubleday ed.
- 1962:The search for the Elements, Basic Books ed.
- 1963:The genetic code, Orion press ed., Plaza & Janés ed.
- 1965:A short history of chemistry, Doubleday ed.
- 1966:The noble gases, Basic Books ed.
- 1966:The genetic effects of the radiation, AEC ed., amb Theodosius Dobzhansky.
- 1969:Photosyntesis, Basic Books ed.
- 1974:How did we find about vitamins?, Walker ed.
- 1985:How did we find about DNA?, Walker ed.
- 1988:How did we find about photosyntesis?, Walker ed.
- 1991:The History of Chemistry, Carolina Biological Supplies ed.

### Obres de no-ficció: física
- 1956:Inside the atom, Abelard-Schuman ed.
- 1966:Inside the atom, Abelard-Schuman ed. Edició revisada.
- 1966:The neutrino, Doubleday ed.
- 1966:Understanding Physics, Volume I, Walker ed.
- 1966:Understanding Physics, Volume II, Walker ed.
- 1966:Understanding Physics, Volume III, Walker ed.
- 1970:Light, Follett ed.
- 1972:Electricity and man, AEC ed.
- 1972:Worlds within worlds, AEC ed.
- 1973:How did we find out about Electricity, Walker ed.
- 1975:How did we find out about Energy, Walker ed.
- 1976:How did we find out about Atoms, Walker ed.
- 1976:How did we find out about Nuclear power, Walker ed.
- 1981:How did we find out about Solar power, Walker ed.
- 1984:How did we find out about Computers, Walker ed.
- 1984:How did we find out about Robots, Walker ed.
- 1985:Robots, Harmony House ed., amb Karen Frenklen.
- 1986:How did we find out about Speed of light, Walker ed.
- 1988:How did we find out about Superconductivity, Walker ed.
- 1989:How did we find out about Microwaves, Walker ed.
- 1990:How did we find out about Lasers, Walker ed.
- 1991:Atoms, Dutton ed.

### Obres de no-ficció: biologia
- 1955:Races and people, Abelard-Schuman ed., amb William C. Boyd.
- 1960:The living river, Abelard-Schuman ed.
- 1960:The wellsprings of life, Abelard-Schuman ed.
- 1963:The Human Body, Houghton Mifflin ed.
- 1964:The Human Brain, Houghton Mifflin ed.
- 1964:A short history of biology, Doubleday ed.
- 1972:ABC's of ecology, Walker ed.
- 1973:How did we find out about Dinosaurs, Walker ed.
- 1974:How did we find out about Germs, Walker ed.
- 1979:How did we find out about human roots, Walker ed.
- 1982:How did we find out about life in deep sea, Walker ed.
- 1982:How did we find out about the beginning of life, Walker ed.
- 1983:How did we find out about Genes, Walker ed.
- 1987:How did we find out about Blood, Walker ed.
- 1987:How did we find out about Brain, Walker ed.
- 1988:The History of Biology, Carolina Biological Supplies.
- 1988:Little libray of dinosaurs, Outlet ed.

### Obres de no-ficció: col·leccions d'assaigs científics
- 1957:Only a Trillion, Abelard-Schuman ed.
- 1962:Fact and Fancy, Doubleday ed.
- 1963:View from a height, Doubleday ed.
- 1964:Adding a dimension, Doubleday ed.
- 1965:Of time and space and other things, Doubleday ed.
- 1966:From Earth to heaven, Doubleday ed.
- 1967:Is anyone there?, Doubleday ed.
- 1968:Science, numbers and I, Doubleday ed.
- 1970:The Solar System and back, Doubleday ed.
- 1971:The stars in their courses, Doubleday ed.
- 1972:The left hand of the electron, Doubleday ed.
- 1973:Today and tomorrow, Doubleday ed.
- 1973:The tragedy of the moon, Doubleday ed.
- 1974:Asimov on Astronomy, Doubleday ed.
- 1974:Asimov on Chemistry, Doubleday ed.
- 1975:Of matters great and small, Doubleday ed.
- 1975:Science past-Science future, Doubleday ed.
- 1976:Asimov on Physics, Doubleday ed.
- 1976:The planet that wasn't, Doubleday ed.
- 1977:The Beginning and the End, Doubleday ed.
- 1978:Quasar, Quasar, burning bright, Doubleday ed.
- 1978:Life and Time, Doubleday ed.
- 1979;The road to the Infinity, Doubleday ed.
- 1981:The sun shines bright, Doubleday ed.
- 1981:Change¡, Houghton Mifflin ed.
- 1983:Counting the Eons, Doubleday ed.
- 1983:The roving mind, Doubleday ed.
- 1984:X stands the Unknown, Doubleday ed.
- 1985:The subatomic monster, Doubleday ed.
- 1986:The dangers of intelligence, Hougton Mifflin ed.
- 1987:Far as the Human eye could see, Doubleday ed.
- 1987:Past, present and future, Prometheus ed.
- 1988:The relativity of wrong, Doubleday ed.
- 1989:The Tyrannosaurus prescription, Doubleday ed.
- 1989:Asimov on Science, Doubleday ed.
- 1990:Frontiers, Dutton ed.
- 1990:Out of every where, Doubleday ed.
- 1990:The secret of the Universe, Doubleday ed.
- 1993:Frontiers II, Dutton ed., amb Janet Asimov.

### Obres de no-ficció: col·leccions d'assaigs sobre ciència-ficció
- 1981:Asimov on Science Fiction, Doubleday ed.
- 1989:Asimov's Galaxy, Doubleday ed.

### Obres de no-ficció: història
- 1963:The kite than won the Revolution, Houghton Mifflin ed.
- 1965:The greeks, Houghton Mifflin ed.
- 1966:The Roman Republic, Houghton Mifflin ed.
- 1966:The Roman Empire, Houghton Mifflin ed.
- 1967:The Egiptians, Houghton Mifflin ed.
- 1968:The near East, Houghton Mifflin ed.
- 1968:The Dark Ages, Houghton Mifflin ed.
- 1968:Words from History, Houghton Mifflin ed.
- 1969:The shaping of England, Houghton Mifflin ed.
- 1970:Constantinople, Houghton Mifflin ed.
- 1971:The land of Canaan, Houghton Mifflin ed.
- 1972:The shaping of France, Houghton Mifflin ed.
- 1973:The shaping of North America, Houghton Mifflin ed.
- 1974:The birth of United States, Houghton Mifflin ed.
- 1974:Earth: Our crowed spaceship, John Day ed.
- 1975:Our Federal Union, Houghton Mifflin ed.
- 1977:The Golden Door, Houghton Mifflin ed.
- 1991:The march of the milennia, Walker ed., amb Frank White.
- 1991:Christopher Columbus: Navigator to the new world, Gareth Stevens ed.
- 1991:Ferdinand Magellan: Opening the door to world exploration, Gareth Stevens ed.
- 1991:Henry Hudson: Artic explorer, Gareth Stevens ed.
- 1991:Asimov's Chronology of the world, Harper Collins ed.

### Obres de no-ficció: La Bíblia
- 1962:Words in Genesis, Houghton Mifflin ed.
- 1963:Words from Exodus, Houghton Mifflin ed.
- 1968:Asimov's guide to the Bible, volume I, Doubleday ed.
- 1969:Asimov's guide to the Bible, volume II, Doubleday ed.
- 1972:The story of Ruth, Doubleday ed.
- 1978:Animals in the Bible, Doubleday ed.
- 1981:In the Beginning, Crown ed., 1981.

### Obres de no-ficció: literatura
- 1961:Words from the Myths, Houghton Mifflin ed.
- 1970:Asimov's guide Shakespeare, Volume I,, Doubleday ed.
- 1970:Asimov's guide Shakespeare, Volume II,, Doubleday ed.
- 1972:Asimov's annotated Don Juan, Doubleday ed.
- 1974:Asimov's annotated Paradise Lost, Doubleday ed.
- 1977:Familiar Poems, annotated, Doubleday ed.
- 1977:Asimov's Sherlockian Limericks, Mysterious Press ed.
- 1980:The annotated Guliver's Travels, Clarkson Potter ed.
- 1987:How to enjoy Writting, Walker ed., amb Janet Asimov.
- 1988:Asimov's annotated Gilbert & Sullivan, Doubleday ed.

### Obres de no-ficció: humor i sàtira
Cap al final de la seva vida, Issac Asimov va dedicar una sèrie d'obres al tema de l'humor. En aquestes obres, se'ns mostra un Asimov ben diferent de l'habitual, que fa patent el seu vessant més humorístic (del qual presumia) i que no es pot observar en la resta de la seva producció literària. La majoria d'obres sobre aquest tema tracten de recopilacions sobre "limericks" (curts poemes de cinc línies de temàtica humorística, de vegades en un llenguatge gruixut) i altres jocs de paraules (dels quals era un apassionat), si bé també va escriure l'obra Isaac Asimov's treasury of humor, en què tracta l'humor des d'un vessant més científic i desenvolupa tota una teoria de l'humor (amb acudits i tot per a amenitzar-la). Segons el mateix Asimov, «l'element més essencial de l'humor és un canvi sobtat del punt de vista que altera el focus del tema important de la conversa des del més important al trivial o des del sublim al més ridícul».
- 1971:The sensuous dirty old man, Walker ed.
- 1971:Isaac Asimov's treasury of humor, Houghton Mifflin ed.
- 1975:Lecherous limericks, Walker ed.
- 1976:More lecherous limericks, Walker ed.
- 1977:Still more lecherous limericks, Walker ed.
- 1978:Limericks: Too Groos, Norton ed., amb John Ciardi.
- 1981:A grossary of limericks, Norton ed., amb John Ciardi.
- 1984:Limericks for children, Caedmon ed.
- 1992:Asimov laughs again, Harper Collins ed.

### Obres de no-ficció: autobiografies
Biografies escrites per ell (encara que hagin sigut publicades posteriorment a la seva mort).
- 1979:In memory yet green, Doubleday ed.
- 1980:In joy still felt, Doubleday ed.
- 1994:I, Asimov, a memoir, Doubleday ed.

### Obres de no-ficció: miscel·lània
- 1969:Opus 100, Houghton Mifflin ed.
- 1979:Opus 200, Houghton Mifflin ed.
- 1979:Isaac Asimov's Book of Facts, Grosset & Dunlap ed.
- 1982:Isaac Asimov presents Superquiz, Dembner ed., amb Ken Fisher.
- 1983:Isaac Asimov presents Superquiz II, Dembner ed., amb Ken Fisher.
- 1984:Opus 300, Houghton Mifflin ed.
- 1985:Living the future, Harmony House ed.
- 1986:Future days, Henry Holt ed.
- 1987:Isaac Asimov presents Superquiz III, Dembner ed., amb Ken Fisher.
- 1988:Isaac Asimov presents: From harding to Hiroshima, Dembner ed., amb Barrington Boardman.
- 1988:Isaac Asimov's book of Science and Nature quotations, Blue Cliff ed., amb Jason A. Shulman.
- 1988:Isaac Asimov's Science and Fantasy story-a-Month 1989 calendar, Pomegrate ed., amb Martin H. Greenberg.
- 1989:Isaac Asimov presents Superquiz IV, Dembner ed., amb Ken Fisher.
- 1989:The complete science fair handbooks, Scott ed., i Foresman ed., amb Anthony D. Fredericks.

## Com llegir la saga deLa Fundació
Isaac Asimov no va escriure la saga de La Fundació de manera cronològica. A mesura que sorgien els llibres, reculls d'històries curtes i fins i tot antecedents, molts lectors de les seves històries van començar a demanar una guia per poder llegir correctament els esdeveniments que succeïen en aquell univers. Així doncs, i després de la mort de l'autor, es va elaborar una guia per poder seguir-la de manera cronològica assolint la coherència que els lectors reclamaven.
- El Robot complet. Recull publicat el 1980 com The Complete Robot de 31 històries curtes publicades entre els anys 1940 i 1970 en diverses revistes.
- Les Coves d'Acer. Novel·la publicada originalment el 1954 com The caves of Steel.
- El sol nu. Novel·la publicada originalment el 1957 com The naked sun.
- Robots de l'alba. Novel·la publicada originalment el 1983 com The robots of the dawn.
- Robots i Imperi. Novel·la publicada originalment el 1985 com Robots and Empire.
- Com a pols estel·lar. Novel·la publicada originalment el 1951 com The stars, like dust.
- Els corrents de l'espai. Novel·la publicada originalment el 1952 com The currents of space.
- Un còdol al cel. Novel·la publicada originalment el 1950 com Pebble in the sky.
- Preludi a la Fundació. Novel·la publicada originalment el 1988 com Prelude to Foundation.
- Més enllà de la Fundació. Novel·la publicada originalment el 1993 com Forward to Foundation.
- El temor de la Fundació. Novel·la escrita per Gregory Bendford el 1997. És la primera novel·la de la segona trilogia de la Fundació. Títol original: Foundation's Fear.
- Fundació i caos. Novel·la escrita per Greg Bear el 1998. És la segona novel·la de la segona trilogia de la Fundació. Títol original: Foundation and Chaos.
- El triomf de la Fundació. Novel·la escrita per David Brin el 1999. És la tercera novel·la de la segona trilogia de la Fundació. Títol original: Foundation's Triumph.
- La Fundació. Novel·la publicada el 1951 que recull de quatre històries curtes publicades entre 1942 i 1944 més una introducció escrita el 1949 per a presentar la novel·la. Títol original Foundation.
- Fundació i Imperi. Novel·la que recull dues històries publicades el 1945. Títol original Foundation and Empire.
- La Segona Fundació. Novel·la que recull dues històries publicades el 1948 i 1949. Títol original Second Foundation.
- Els límits de la Fundació Novel·la publicada el 1985. Títol original: Foundation's Edge.
- Fundació i Terra. Novel·la publicada el 1986. Títol original:Foundation and Earth.

Isaac Asimov tenia pensada una continuació (cronològica) per a Fundació i Terra, malauradament no va tenir temps o no va poder deixar escrit cap esbós o plantejament de com havia de continuar la història i aquesta es va convertir (de moment) en l'última novel·la de la saga de La Fundació.
Pel que fa a les novel·les no escrites per Asimov, El temor de la Fundació, Fundació i caos i El triomf de la Fundació, apareixen de resultes de la venda dels drets d'autor pels descendents de l'escriptor a tres altres escriptors de reputat renom dins la ciència-ficció i per encàrrec de la pròpia família. Aquestes tres noves novel·les han aconseguit donar coherència i continuïtat a tota la saga.

## Memòries autobiogràfiques
- In Memory yet green, Doubleday ed.1979. 1a part de les seves memòries que tracta el període de 1920 a 1954. No publicat al nostre país.
- In Joy still felt, Doubleday ed.1980. 2a part de les seves memòries que tracta el període de 1954 a 1978. No publicat al nostre país.
- I, Asimov, Doubleday ed.1994. 3a i última part de les seves memòries en què, a més de tractar el període final de la seva vida (1978-1992), torna a explicar tota la seva vida però des del vessant més humanista i íntim, i pot ser llegit independentment dels altres dos volums; l'epileg final va ser escrit per la seva dona Janet. Publicada també com I, Asimov in memoir i a l'estat espanyol com Memorias (a la portada ASIMOV MEMORIAS), per Ediciones B el 1998.

## MemòriesPost-mortem
- Ha sigut una bona vida, escrita per Janet Asimov el 2002, en què es fa un resum dels altres tres llibres de les memòries d'Isaac Asimov. El títol per a l'edició original en anglès It's been a Good life, Prometheus books, 2002.

## Correspondència
- 1995: Yours, Isaac Asimov: A lifetime in letters, Main Street Books ed. (Una sucursal de Doubleday ed.), obra que recull una selecció de la correspondència d'Isaac Asimov al llarg de la seva vida feta pel seu germà petit Stanley Asimov. Aquesta obra, però, no va poder ser editada pel seu germà (encara que ho posa a la coberta), ja que va morir uns mesos abans d'acabar la selecció (a l'agost de 1995) i va ser Doubleday (l'editorial de tota la vida d'Isaac Asimov) qui va dur finalment a terme la seva publicació. En aquesta obra apareixen els pensaments més íntims, les opinions i els sentiments d'Issac Asimov en les més de 90.000 cartes i postals que va rebre o enviar al llarg de la seva vida i que gràcies al seu germà Stanley, que va aconseguir conservar-ne unes 45.000, podem gaudir-les actualment. Com podem comprovar no va ser solament prolífic en obres de ficció i no-ficció.